# Sue Holloway
Sue Holloway (n. 19 mai 1955, Halifax, Nova Scotia, Canada) este o caiacistă ce a reprezentat Canada, medaliată olimpică. A participat la 2 ediții ale Jocurilor Olimpice (1976, 1984) în care a câștigat o medalie de bronz.